# Colubrina stricta
Colubrina stricta là một loài thực vật có hoa trong họ Táo. Loài này được Engelm. ex M.C.Johnst. mô tả khoa học đầu tiên năm 1969.